# Martin von Molitor
Martin von Molitor (né le 21 février 1759 à Vienne, mort le 16 avril 1812 dans la même ville) est un peintre autrichien.

## Biographie
Molitor s'inscrit à l'académie des beaux-arts de Vienne où il a comme professeur Johann Christian Brand. Il devient un peintre paysagiste et animalier. En tant que membre de l'académie à partir de 1795, il a une influence sur la nouvelle génération. En 1802, il fait un voyage dans le Tyrol avec Jakob Gauermann pour faire du védutisme.

## Source de la traduction
- (de) Cet article est partiellement ou en totalité issu de l’article de Wikipédia en allemand intitulé « Martin von Molitor » (voir la liste des auteurs).